# لافريو
لاوريون (Λαύριον) هي مدينة في إقليم أتيكا في اليونان.

## توأمة
للافريو اتفاقيات توأمة مع كل من:
- ألكسيناتش
- مانغالايا